# Monumento conmemorativo al Gran Ejército de la República de Stephenson
El Monumento conmemorativo al Gran Ejército de la República de Stephenson (en inglés, Stephenson Grand Army of the Republic Memorial), también conocido como Dr. Benjamin F. Stephenson, es una obra de arte pública en Washington D. C. (Estados Unidos) en honor al doctor Benjamin F. Stephenson, fundador del Gran Ejército de la República, una organización para veteranos de la Unión. El monumento está ubicado en Indiana Plaza, ubicado en la intersección de la calle 7, y las avenidas Indiana y Pensilvania NW en el vecindario Penn Quarter. Las figuras de bronce fueron esculpidas por J. Massey Rhind, un destacado artista del siglo XX. Entre los asistentes a la ceremonia de inauguración de 1909 se encontraban el presidente William Howard Taft, el senador William Warner y cientos de veteranos de la Unión.
Es uno de los dieciocho monumentos de la Guerra Civil en Washington D. C., que se incluyeron colectivamente en el Registro Nacional de Lugares Históricos en 1978. Las esculturas de bronce de Stephenson y las figuras alegóricas se exhiben en un eje triangular de granito que remata una base de hormigón. El monumento es propiedad y está mantenido por el Servicio de Parques Nacionales, una agencia federal del Departamento del Interior.

## Historia

### Contexto
Benjamin F. Stephenson (1823–1871) se graduó de Rush Medical College y ejerció la medicina en Petersburg. Cuando comenzó la Guerra de Secesión en 1861, fue nombrado cirujano del 14.º Regimiento de Infantería de Voluntarios de Illinois. Finalmente, alcanzó el rango de mayor. Tras su baja honorable en 1864, Stephenson comenzó a practicar la medicina en Springfield, la capital de Illinois, y pronto comenzó a hacer planes para una asociación nacional de veteranos de la Unión.
Llamó a la nueva organización Gran Ejército de la República (GAR), redactó la constitución del GAR y adoptó el lema del GAR "Fraternidad, Caridad y Lealtad". La organización estaría abierta a todos los soldados y marineros de la Unión que fueran licenciados con honores. Stephenson encontró una falta de entusiasmo por el GAR entre los veteranos de Springfield, por lo que eligió la cercana ciudad de Decatur para establecer el Puesto n.º 1 el 6 de abril de 1866. La fecha era el cuarto aniversario de la Batalla de Shiloh, donde él y la mayoría de los otros miembros fundadores habían participado. Después de que el GAR comenzó a atraer nuevos miembros, Stephenson fue relegado a ayudante general y pasó la mayor parte de su tiempo atendiendo tareas de rutina. En el momento de su muerte en 1871, la práctica médica de Stephenson estaba fallando y sintió que el GAR nunca tendría éxito.

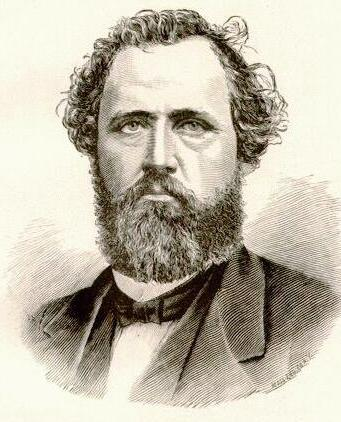
Benjamín F. Stephenson

Tras la muerte de Stephenson, GAR pasó de ser una organización benéfica para viudas de la Unión y veteranos heridos a ser el grupo político monotemático más poderoso del país a fines del siglo XIX. Fue la primera asociación de veteranos del país abierta tanto a oficiales como a soldados, y la membresía aumentó a más de 400 000.
El GAR fue responsable de asegurar cuantiosas pensiones para los veteranos y los miembros jugaron un papel activo en la elección de seis veteranos de la Unión como presidentes de los Estados Unidos. A principios del siglo XX, su membresía disminuyó a medida que los veteranos morían de vejez, y los líderes de la organización comenzaron planes para conmemorarlos a ellos y al propio GAR. Para honrar al fundador del grupo, el GAR, a instancias del General Charles Partridge y el National Tribune, recaudó 35 000 dólares de sus miembros para erigir un monumento a Stephenson. El Congreso de los Estados Unidos asignó 10 000 dólares adicionales el 4 de marzo de 1907.
Los líderes de GAR tenían planes específicos para el monumento, lo que dejaba poco margen para la creatividad de los artistas. Querían un pozo de granito alto y triangular con tres figuras que representaran el lema de la organización. J. Massey Rhind (1860–1936), un escultor escocés-estadounidense que emigró a los Estados Unidos en 1889, fue elegido para el proyecto. En ese momento, fue considerado uno de los mejores escultores arquitectónicos del país conocido por el gran Monumento a los Soldados y Marineros en Syracuse. El estudio de arquitectura Rankin, Kellogg & Crane fue elegido para diseñar el eje central del monumento, y los relieves fueron fundados por Roman Bronze Works. William Gray & Sons realizó tareas de contratación para el monumento, y se eligió a P. R. Pullman and Company como contratista para la fundación.
Una resolución aprobada por el Senado en abril de 1902 dispuso que el monumento se erigiera en cualquiera de los terrenos públicos de la ciudad que no fueran la Biblioteca del Congreso y los terrenos del Capitolio. El sitio elegido, en la esquina de la calle 7 y la avenida Luisiana (ahora Indiana) NW, fue seleccionado por una comisión designada por el Congreso. La comisión estuvo formada por el secretario de Guerra Jacob M. Dickinson, el senador George P. Wetmore, el representante Samuel W. McCall, el general Louis Wagner y Thomas S. Hopkins. El suelo en el sitio elegido, la actual Indiana Plaza, no pudo soportar el peso del monumento, por lo que se tuvo que expandir la base de concreto.

### Dedicación
El memorial de Stephenson se dedicó formalmente a las dos y media de la tarde del 3 de julio de 1909. Cientos de veteranos de edad avanzada asistieron al evento, muchos vistiendo sus uniformes militares. Entre los asistentes destacados se encontraban el presidente William Howard Taft y el senador William Warner. Después de la invocación, el comandante en jefe del GAR, el coronel Henry M. Nevius, pronunció un apasionado discurso sobre los sacrificios realizados por las fuerzas de la Unión durante la Guerra Civil. Dijo que por el derramamiento de su sangre, "la bandera de los Estados Unidos ha sido levantada del polvo y el lodo, cubierta de humo, manchada de pólvora y atravesada por balas y lanzada a la brisa para que flote para siempre sobre nuestra amplia tierra de la libertad".
Taft rindió homenaje a los sacrificios realizados por los veteranos y aceptó el monumento en nombre del pueblo estadounidense. Después de su discurso, Warner le dijo a la multitud: "Muchachos, el presidente de los Estados Unidos habla como un camarada. Pónganse de pie, todos ustedes, ahora tres hurras por el presidente de los Estados Unidos". El presidente y Rhind, quien fue presentado a la multitud, fueron aclamados. Después de la ceremonia, la Marine Band tocó "Tenting on the Old Camp Ground" mientras los veteranos cantaban. El general de brigada William Wallace Wotherspoon se desempeñó como gran mariscal de un desfile militar que marchó desde el Ayuntamiento del Distrito de Columbia, pasó por el monumento, al oeste por la Avenida Pensilvania hasta el Treasury Building, y terminó en 15th Street y New York Avenue.

### Historia posterior
En 1987, Pennsylvania Avenue Development Corporation creó Indiana Plaza cerrando una parte de C Street, reduciendo el ancho de Indiana Avenue y agregando paisajismo. El proceso requirió la reubicación del monumento y la cercana Fuente de la Templanza. El monumento a Stephenson ahora es visible en el término de C Street. La fuente ahora se encuentra donde anteriormente se encontraba el monumento a Stephens.
El monumento es uno de los dieciocho monumentos de la Guerra Civil en Washington D. C., que se incluyeron colectivamente en el Registro Nacional de Lugares Históricos el 20 de septiembre de 1978 y en el Inventario de Sitios Históricos del Distrito de Columbia el 3 de marzo de 1979. También se designa una propiedad contribuidora al sitio histórico nacional de la Avenida Pensilvania, establecido el 30 de septiembre de 1965. El monumento y la plaza que lo rodea son propiedad del Servicio de Parques Nacionales, una agencia federal del Departamento del Interior, que los mantiene.

## Diseño y ubicación
El monumento está ubicado en Indiana Plaza (Reserva 36A) en el vecindario de Penn Quarter. La pequeña plaza pública, ubicada frente a la estación Archives del Metro de Washington, está delimitada por la calle 7al oeste, y las avenidas Indiana al norte y Pensilvania al sur. Dos edificios históricos delimitan el lado este de la plaza: el Banco Nacional Central y el Banco Nacional de Washington, sucursal de Washington. Ubicada directamente al norte del monumento se encuentra la histórica Fuente de la Templanza. El monumento está ubicado dentro de una plaza circular y rodeado de árboles de magnolia y hiedra. Farolas decorativas se ubican en las tres entradas.
El fuste triangular, formado por bloques de granito, mide 7,6 m de alto y tiene una base de hormigón de 0,6 m. A cada lado del eje hay un relieve de bronce. En el lado frontal (oeste) hay un relieve de un soldado del Ejército de la Unión y un marinero de la Armada de la Unión que simboliza la Fraternidad. El soldado sostiene un arma con la mano derecha y, a su izquierda, el marinero sostiene la bandera estadounidense con la mano derecha. La palabra FRATERNIDAD se encuentra en la parte inferior del relieve. Debajo del relieve de la Fraternidad hay un busto en relieve de Stephenson vestido con uniforme militar. El busto se exhibe sobre un medallón de bronce instalado en un nicho circular decorado con follaje. Debajo del relieve de Stephenson hay una inscripción flanqueada por los emblemas del GAR. En el lado noreste del monumento, el relieve representa a una mujer envuelta en una túnica larga y una capa que protege a un niño pequeño que está de pie a su izquierda. Ella está tocando el hombro del niño con su mano izquierda, y la palabra CARIDAD está en la parte inferior del relieve. Una mujer que sostiene un escudo y una espada desenvainada se encuentra en el lado sureste del monumento. La palabra LEALTAD se encuentra en la parte inferior del relieve.
Las inscripciones en el monumento incluyen lo siguiente:
- 1861 1865 (parte superior del eje, sobre el relieve del soldado y marinero de la Unión)
- FRATERNITY (en relieve, debajo del soldado y marinero)
- GRAND ARMY OF THE REPUBLIC / ORGANIZED AT DECATUR ILLINOIS, APRIL 6, 1866 / BY BENJAMIN FRANKLIN STEPHENSON M.D. (parte inferior del eje, debajo del relieve de Stephenson)
- THE GREATEST / OF THESE IS / CHARITY (parte inferior del fuste, debajo del relieve de la Caridad)
- LOYALTY (en relieve, debajo de la cifra de Lealtad)
- WHO KNEW NO / GLORY BUT HIS / COUNTRY'S GOOD (parte inferior del fuste, debajo del relieve de Lealtad)[9]